# O (album)
Pour les articles homonymes, voir O.
O est le nom du premier album de Damien Rice, sorti le 1er février 2002 en Irlande.

## Liste des chansons
1. Delicate 5:12
2. Volcano 4:38
3. Blower's Daughter 4:44
4. Cannonball 5:10
5. Older Chests 4:46
6. Amie 4:36
7. Cheers Darlin' 5:50
8. Cold Water 4:59
9. I Remember 5:31
10. Eskimo 5:06
11. Prague [Piste Cachée] 5:53
12. Lisa Hannigan - Silent Night [Piste Cachée] 1:49